# 卡通农场
《卡通农场》是芬蘭公司Supercell開發和發行的農業模擬遊戲。《卡通农场》於2012年6月21日在iOS上發布，2013年11月20日在Android上发布。遊戲商業模式爲免費增值。根據2013年的報告，Supercell每月從《卡通农场》和《部落衝突》中獲得3000萬美元的收入。2013年，《卡通农场》是收入最高的第四款遊戲。2024年3月29日，由腾讯代理进入中国大陆开启删档内测。中国大陆版本无法在游戏中与好友交易。

## 背景
玩家的叔叔無法照顧自己的農場，因此他將照顧農場的責任移交給了玩家。遊戲從稻草人開始，為玩家提供了耕作教程。通過出售農作物/產品，玩家可以獲得可用於購買生產建築物，寵物和裝飾物品的硬幣。這樣一來，他們還可以獲得經驗值（XP），並以此提高自己的等級。隨著遊戲的進行，玩家會被介紹給安格斯（Angus），後者是叔叔的朋友，他提供了釣魚教程。較早之前，玩家也被介紹給了格雷格（Greg），後者來您的農場索取物品，或將物品放在他的“路邊商店”中，玩家可以購買。格雷格是一位非玩家角色（NPC）。
玩家可以組成小的“社區”，成員在需要時可以互相幫助（例如，通過請求多個物品、利用加入社區提供多一份的請求機會完成貨車訂單或航運訂單），並且還可以彼此聊天。 玩家還可以與附近的其他朋友或鄰居進行商品遊戲玩法 

### 社區
社區在玩家達到10級解鎖，每個社區可容納30位玩家，加入社區後就能與社區成員聊天、互動，一起參德比競賽，也可以選擇創建屬於自己的農場社區，建立社區須花費500金幣

#### 社區類型
創建者可根據自己的需要，限制可加入的玩家
- 任何人都能加入 其他農場主不需要得到您的同意就可以加入您的社區
- 請求加入 其他農場主需要發送加入社區的請求，您可以選擇是否接受該請求
- 僅限受邀進入 只有受您邀請的農場主才能加入